# أندريه سيمون
أندريه سيمون (بالفرنسية: André Simon)‏ هو سائق سيارة سباق ومهندس فرنسي، ولد في 5 يناير 1920 في باريس في فرنسا، وتوفي في 11 يوليو 2012 في إيفيان في فرنسا.

## وصلات خارجية
- أندريه سيمون على موقع Racing-Reference.info (الإنجليزية)
- أندريه سيمون على موقع DriverDB.com (الإنجليزية)